# Capuchehaia
Capuchehaia (substantiv feminin, variante: capuchehaie, capichihaie și capichehaie ș.a.) este termenul care îi desemna în perioada feudală pe reprezentanții domnului Țării Românești și Moldovei, precum și ai principelui Transilvaniei la Poarta otomană, puterea suzerană asupra celor două state medievale și în răstimpuri și asupra principatului. În caz că domnul pe care îl reprezentau se răscula împotriva turcilor, capuchehaialele plăteau cu viața, dacă nu își puteau dovedi inocența.
Conform istoricului Constantin C. Giurescu, instituția a evoluat de-a lungul timpului: la început era trimisă doar o singură capuchehaia la poartă, însă cu timpul numărul a sporit, ajungând la trei-patru, în unele cazuri chiar șase. Dintre acestea, o singură persoană purta titlul de bașcapichihaia, în rare cazuri mai important decât domnul însuși.
La Țarigrad, capuchehaialele Țării Românești își aveau sediul la Vlah-sarai în Fanar, în cartierul Tahtaminare (lângă metohul Sfântului Mormânt), iar cele moldovenești la Bogdan-sarai, în cartierul Duraman, în apropierea palatului împăratului Constantin Porfirogenetul.
Capuchehaiaua principelui Transilvaniei avea o cancelarie, personal și dragoman (interpret). Sediul era în cartierul Balata, clădirea fiind scutită de taxe și de încartiruire, servind și drept azil celor urmăriți sau scăpați din închisori turcești.
Conform opului Descriptio Moldaviae al lui Dimitrie Cantemir, capuchehaialele puteau „răscumpăra” fără plată și pune în libertate robii moldoveni și munteni care erau luați de tătari și ajungeau la Istanbul. 